# Monte Saccarello
De Monte Saccarello is een 2201 meter hoge berg in de Italiaanse regio Ligurië. De berg ligt aan de grens met Frankrijk.
Op een hoogte van 2146 meter bevindt zich het bronzen standbeeld "Il Cristo Redentore" (Christus de Verlosser). Het maakt deel uit van een reeks standbeelden die in het begin van de twintigste eeuw op de hoogste berg van iedere Italiaanse regio werden geplaatst.

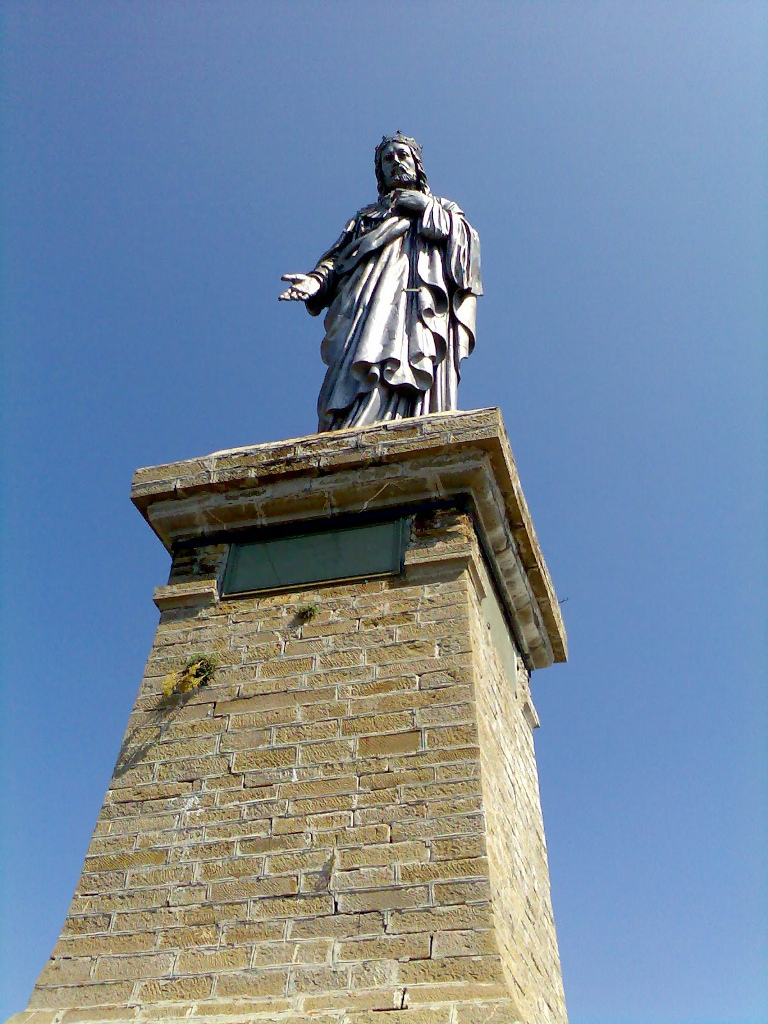
Il Cristo Redentore